# 178
El año 178 (CLXXVIII) fue un año común comenzado en miércoles del calendario juliano, en vigor en aquella fecha.
En el Imperio romano el año fue nombrado el del consulado de  Escipión y Rufo, o menos frecuentemente, como el 931 ab urbe condita, siendo su denominación como 178 a principios de la Edad Media, al establecerse el anno Domini.

## Acontecimientos
- Brutia Crispina se casa con el coemperador Cómodo y recibe el título de Augusta.
- Ceferino, papa, condena de la herejía del montanismo.

## Nacimientos
- Decimus Caelius Calvinus Balbinus, coemperador romano.

## Fallecimientos
- Epipodio de Lyon, santo cristiano.